# Vildštejn
Vildštejn (německy Wildstein) je románský hrad přestavěný na zámek v okrese Cheb. Nachází se na kamenném ostrohu nad potokem Sázek ve městě Skalná. Je chráněn jako kulturní památka.

## Historie

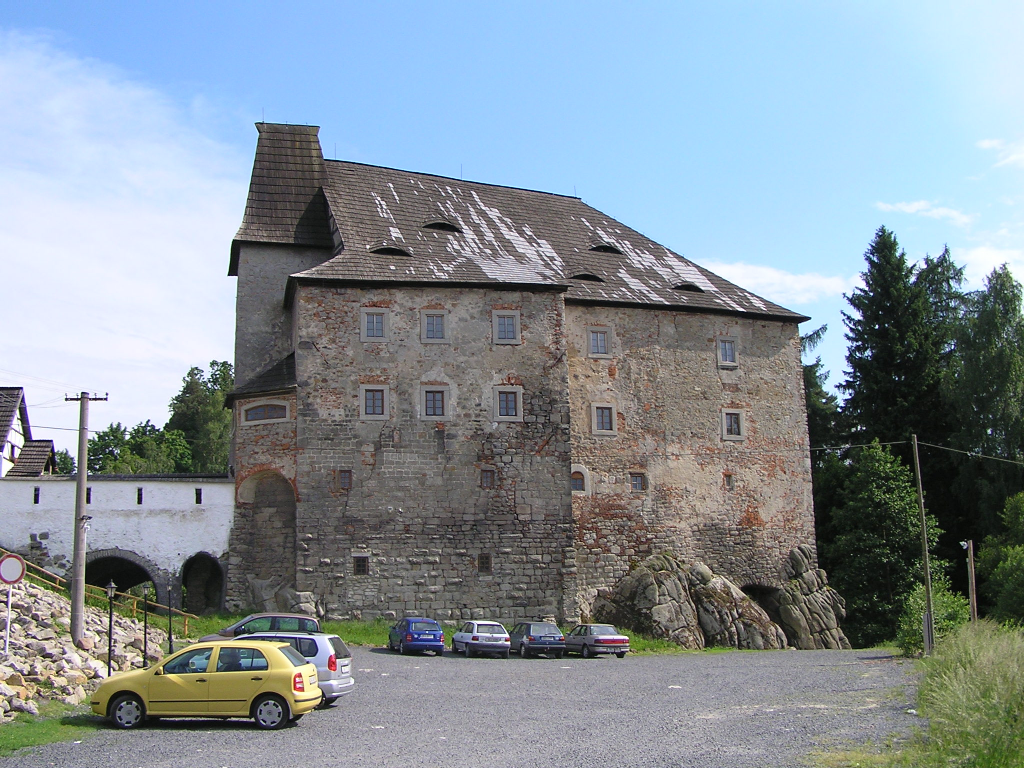
Hradní jádro

Hrad vznikl okolo roku 1200 a patří tedy k nejstarším českým hradům. Prvním známým majitelem byl Gerold uváděný k roku 1224. O rok později byl pánem hradu Vojtěch Nothaft. Rod Nothaftů držel hrad do roku 1299, poté ho prodali Janu Rabovi z Mechelsgrünu. Jeho potomci měli panství v držení až do roku 1349, kdy ho prodali rodu Frankengrünerů z Chebu, které v držení panství po sto letech roku 1439 vystřídali Gumerauerové. Od nich koupili hrad i panství Šlikové, po deseti letech pak Wirspergové a v roce 1596 Trautenbergové, kterým panství patřilo až do roku 1799. V letech 1799–1884 na panství hospodařili Wilhelmové, poté až do první světové války Wolkenstein-Trostburgové a do druhé světové války továrnická rodina Geipelů.
Na počátku 15. století byl hrad poprvé zásadně rozšířen, v 16. století bylo částečně zastavěno nádvoří. Kolem roku 1783 byl v předhradí postaven dvoukřídlý zámek.
Krátce po roce 1607 hrad Vildštejn odkoupili Trautenbergové, kterým hrad přestal vyhovovat. Proto si v roce 1783 vystavěli v jeho předhradí zámek. Trautenbergové však se svými poddanými nevycházeli právě nejlépe, neboť jim ukládali nadměrné roboty. Navíc vedli s Chebem spory o právo várečné. Po roce 1799 docházelo k častému střídání majitelů – Wilhelmové, Wolkenstein-Trostburgové, továrník Geipel a jeho rodina – ovšem nikdo z nich se zde výrazněji nepodepsal. Hrad přestal jako šlechtické sídlo sloužit již krátce po založení zámku (od roku 1843 byl hrad využíván jako sladovna), zámek to samé čekalo v polovině 19. století. Nejprve sloužil měšťanům jako obytná budova, později i k hospodářským účelům. Ve druhé polovině 20. století patřil pod státní statek a chátral. Teprve v roce 1985 se započalo s celou rekonstrukcí hradního areálu. Od roku 1999 je hrad v soukromém vlastnictví.
Od roku 2001 je hrad přístupný veřejnosti. V přízemí hradu se nachází malý a velký rytířský sál, kde je zřízena restaurace Hodovna s tradiční českou kuchyní a domácí výrobou uzenin. V románské kapli, která je původní částí hradu jsou uloženy ostatky ženy, které zde byly v roce 1987 nalezeny zazděné v komínové šachtě. V prvním patře byl zřízen pseudorománský sál, kde se konají kulturní akce, konference, svatby a další. Celé druhé poschodí je vyhrazeno pro hasičské muzeum se značným množstvím pozoruhodných historických exponátů.
V rámci republikového programu Náš venkov 2020 získala obec Skalná za rekonstrukci hradu cenu Patria Nostra.

## Architektura
Hrad byl vystavěn v románském slohu s prvky štaufské hradní architektury jako vodní hrad. Od okolí jej oddělovalo umělé jezero. Později byl goticky a částečně renesančně přestavěn, románské prvky jsou ale zachovány. V předhradí vznikl ještě zámeček ve slohu barokního klasicismu.

## Galerie

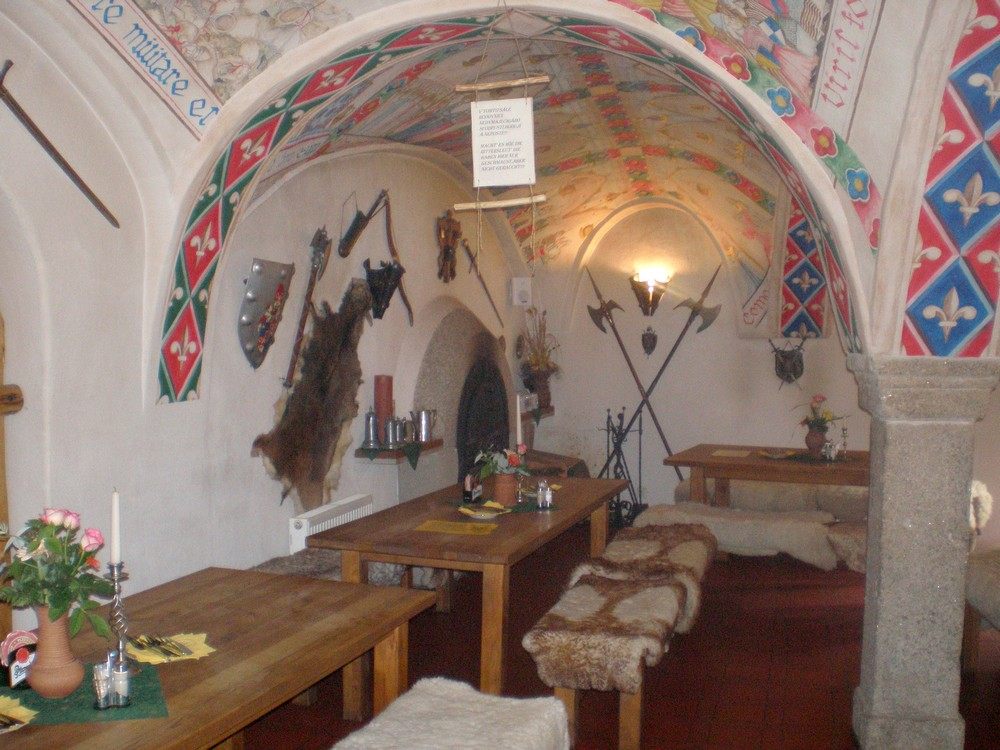
Interiér restaurace
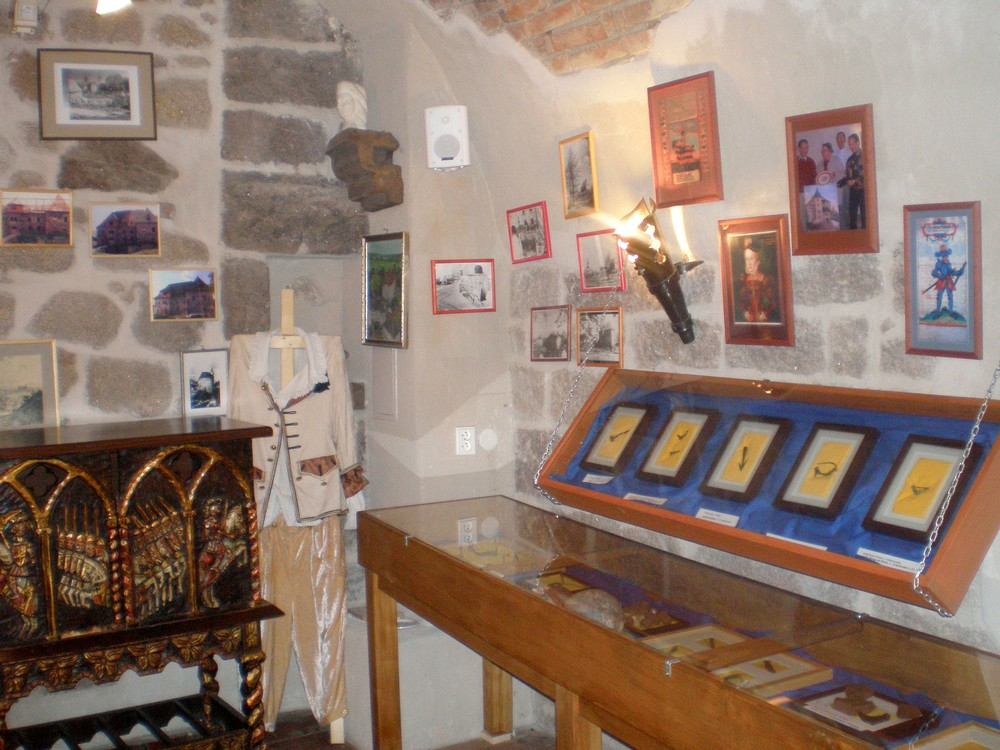
Sklepní muzeum
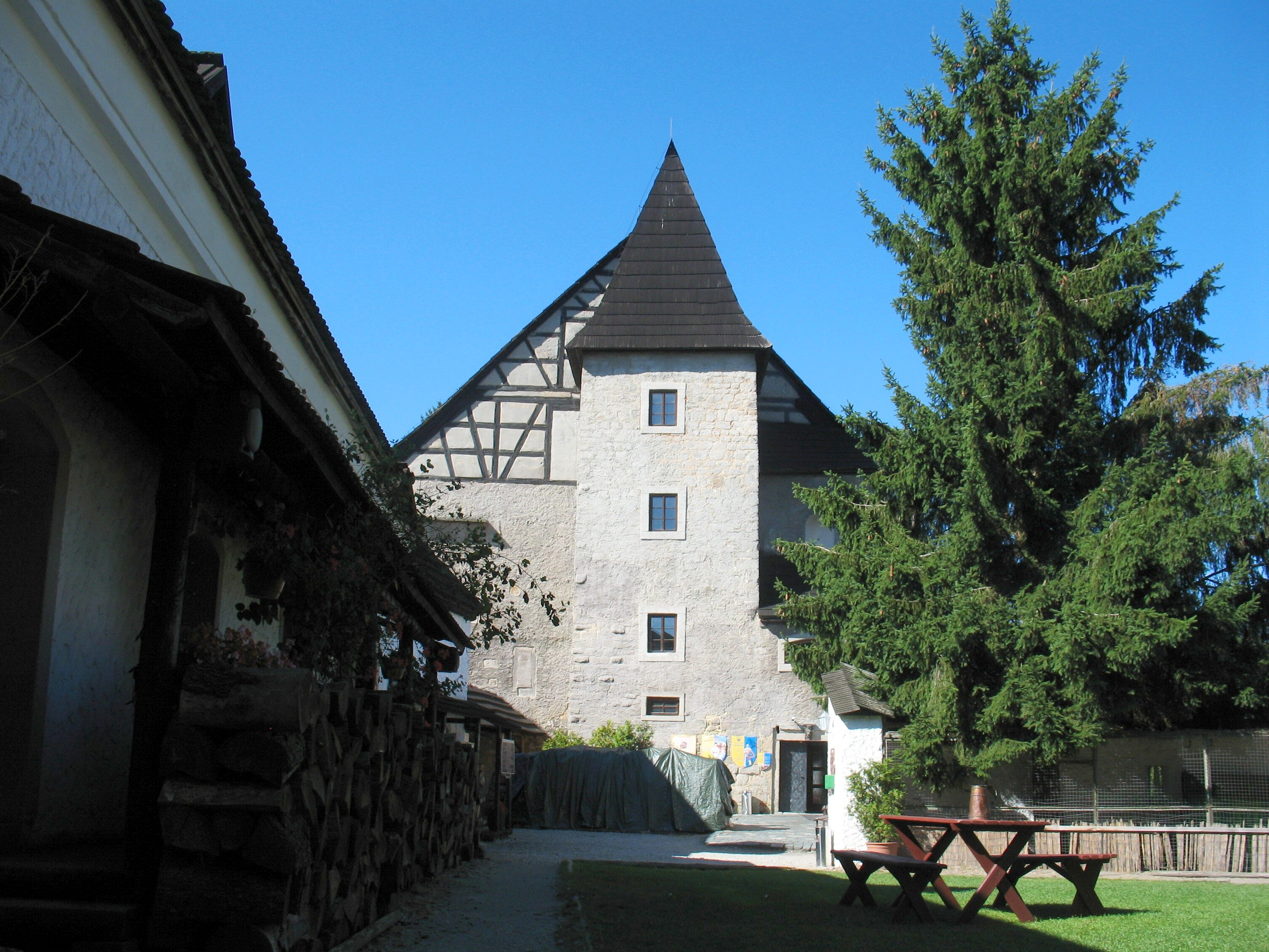
Pohled z nádvoří k původnímu hradu
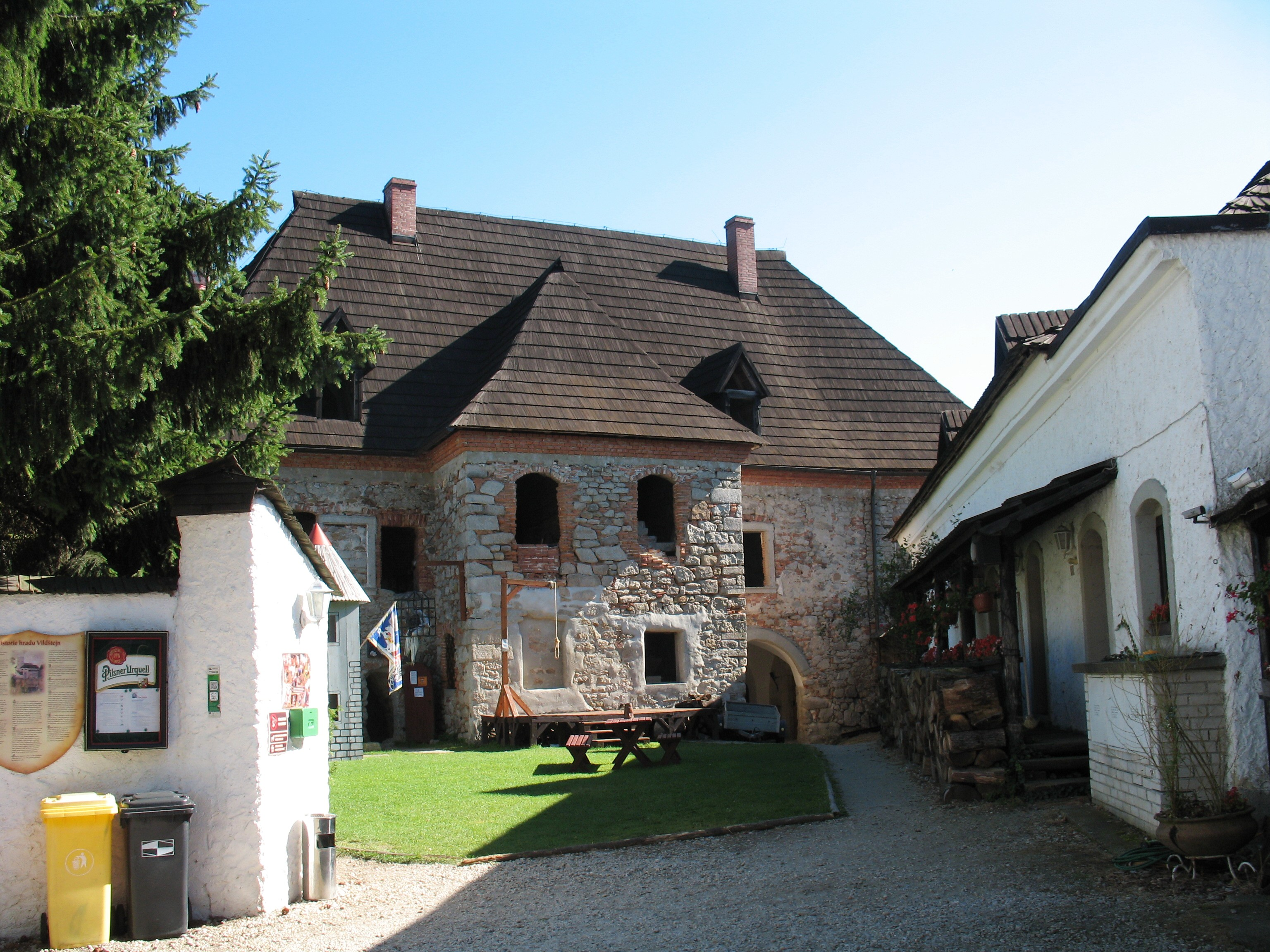
Nádvoří mezi hradem a zámkem
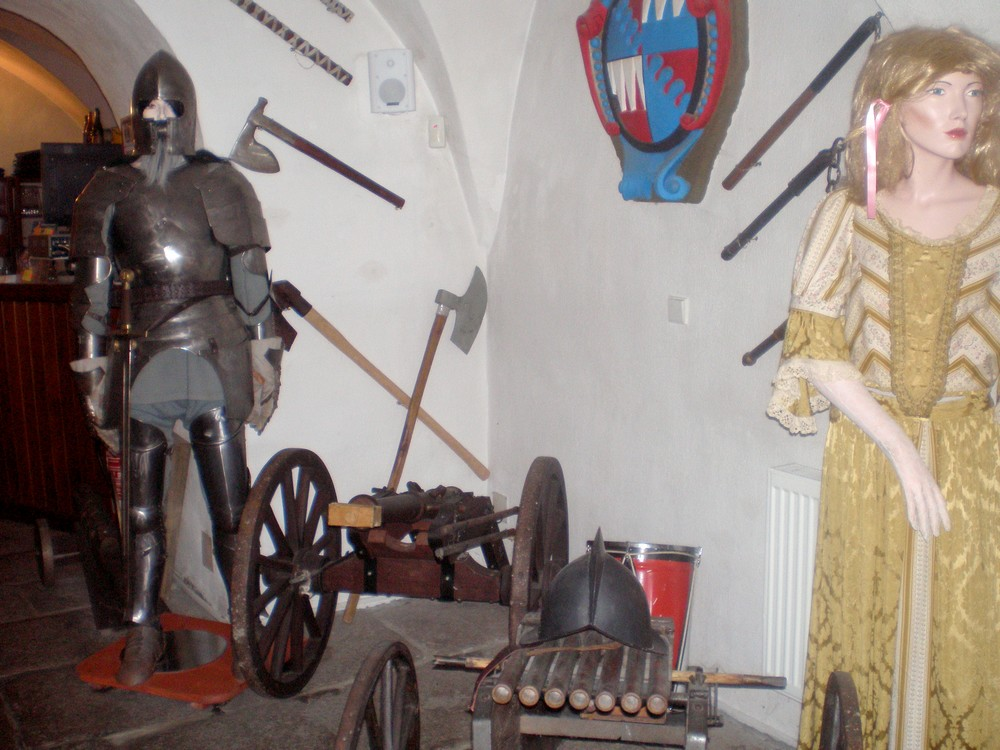
Expozice v interiéru hradu
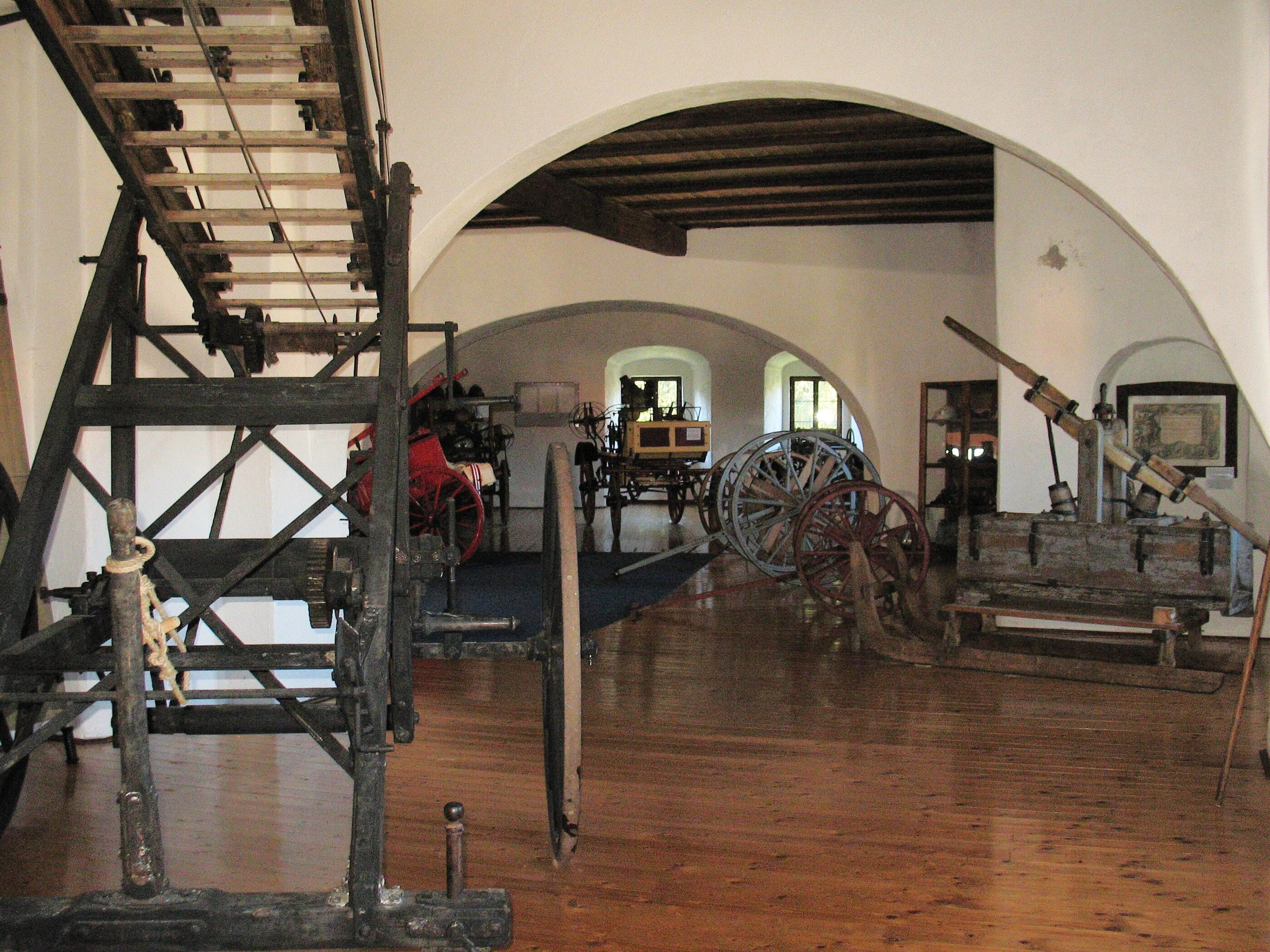
Hasičské muzeum